# Каное з балансиром
Кано́е з балансиром або кано́е з аутригером — плавучий засіб різноманітних конструкцій озброєний одним або двома виносними бічними балансирами (поплавцями), відомими як аутригери, які кріпляться до бортів головного корпусу. Розміри таких човнів можуть варіюватися від маленьких довбанок до великих суден з обшитими досками корпусами. Каное з балансирами також можуть відрізнятися за своєю конфігурацією, від ранніх двокорпусних суден (катамаранів), до суден з одним балансиром, поширених на Тихоокеанських островах та на Мадагаскарі, до суден з двома балансирами (тримаранів), поширених на островах Південно-Східної Азії. Традиційно вони оснащуються австронезійськими косими вітрилами, як-от крабова клішня або танджа, але в наш час також часто оснащуються бензиновими двигунами.

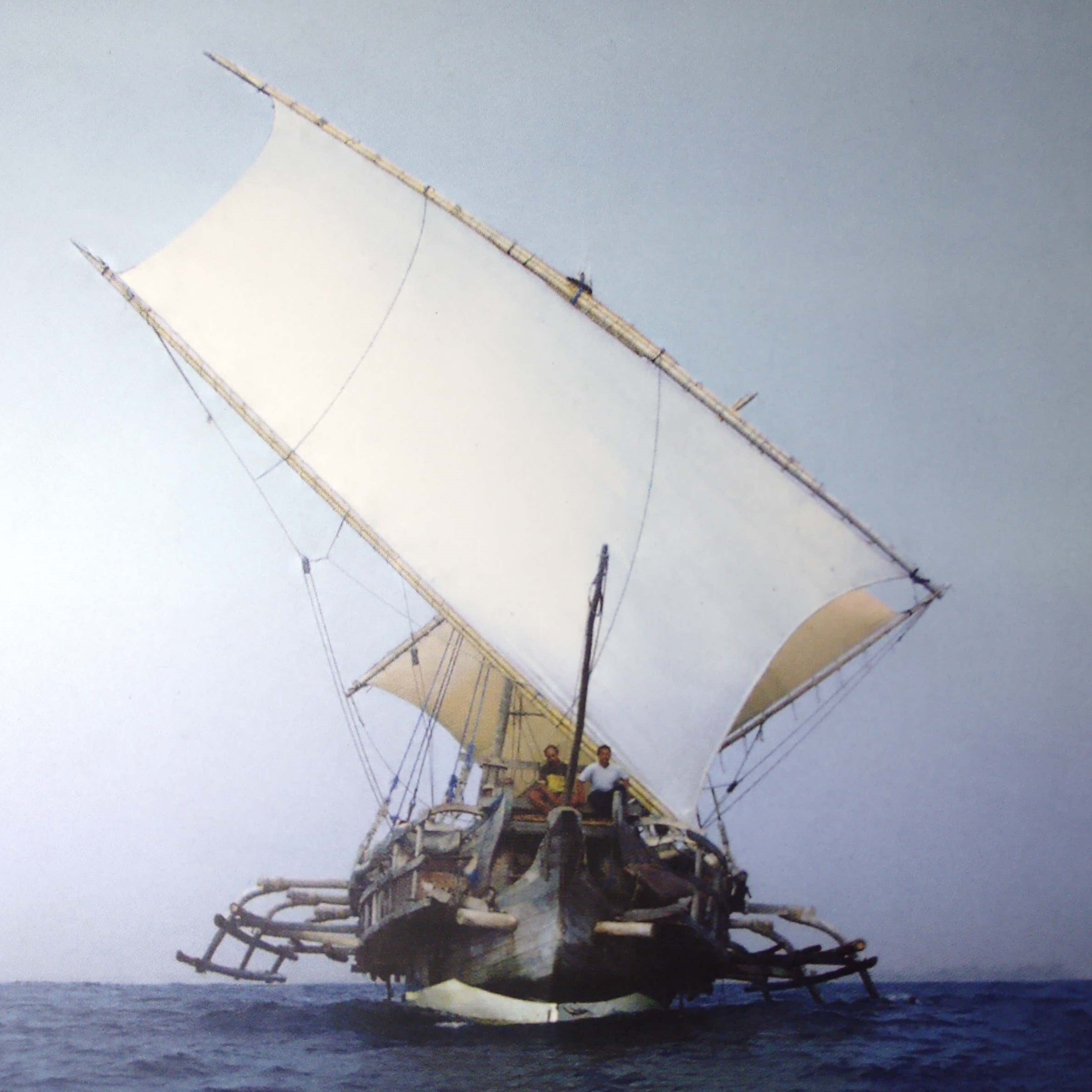
Корабель Samudra Raksa, репліка яванського судна з двома балансирами VIII століття, зображеного на барельєфі в Боробудурі. З 2003 по 2004 рік він плавав від Індонезії до Мадагаскару та до Гани.

На відміну від однокорпусного судна, судно з балансиром (аутригером) або двокорпусне судно набуває остійності в результаті відстані між корпусами, а не завдяки формі кожного окремого корпусу. Таким чином, корпуси човнів з балансиром або двокорпусні човни можуть бути довшимі, вужчими та гідродинамічно ефективніші, ніж корпуси суден з одим корпусом. Порівняно з іншими типами суден, невеликі судна з балансиром можуть бути швидшими і одночасно зберігати гарне управління під веслами та вітрилами вдостатньо бурхливій воді. Проте техніка веслування на човні з аутрігером значно відрізняється від веслування на каяках або академічного веслування. Весло, яке використовує гребець, одностороннє, з прямим або подвійним вигином.
Ці судна були першими справжніми океанськими кораблями і є важливою частиною австронезійської спадщини. Це були судна, які дозволили австронезійській експансії з Тайваню на острови Індійського та Тихого океанів приблизно з 3000 року до нашої ери. Вони складають основну частину традиційних човнів на островах Південно-Східної Азії, Меланезії, Мікронезії, Полінезії та Мадагаскару. Вони поширилися в інших культурах, з якими контактували австронезійці, зокрема в Шрі-Ланці та на півдні Індії, а також на узбережжі Східної Африки. У наш час аутригерні судна використовуються у вітрильному спорті. Конфігурації катамаранів і тримаранів також широко використовуються для високошвидкісних суден.

## Історія

Карта міграції та експансії австронезійців

Човни з балансирами були розроблені австронезійськомовними народами островів Південно-Східної Азії для морських подорожей. Вважається, що використання балансирів (аутригерів) могло бути спочатку викликане необхідністю збільшення остійності для невеликих плавзасобів після винаходу вітрил типу крабова клішня приблизно в 1500 році до нашої ери.
Аутригерні човни відіграли вирішальну роль для морської австронезійської міграції як на схід до Полінезії та Нової Зеландії, так і на захід через Індійський океан аж до Мадагаскару. Австронезійські народи — малагасійці (жителі приморської і острівної Південно-Східної Азії), мікронезійці, меланезійці, корінні народи Тайваню та полінезійці) — й далі залишаються основними користувачами аутригерних човнів.

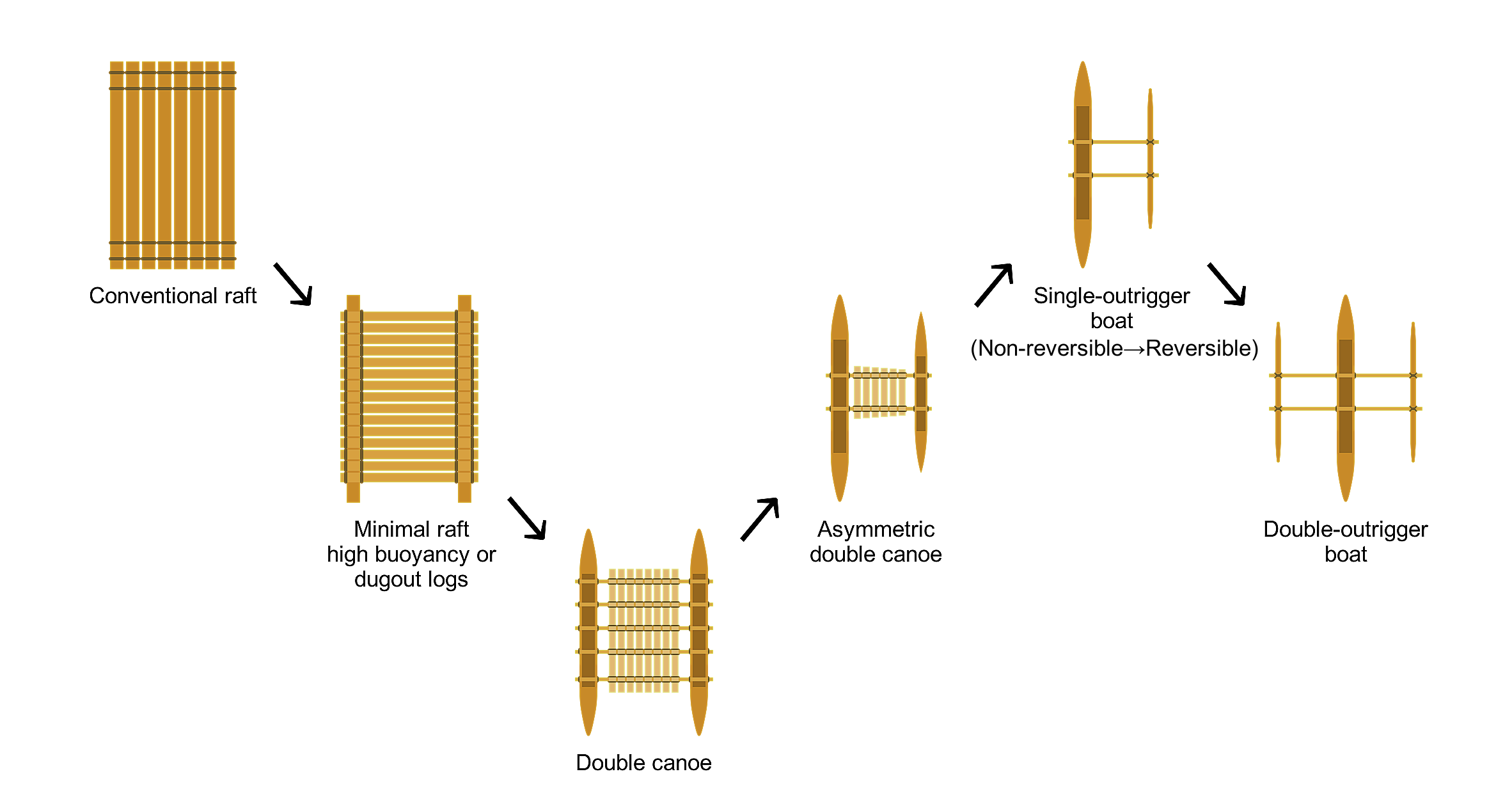
Послідовність розвитку австронезійських човнів (Mahdi, 1999)

Найпростіша форма всіх попередників австронезійських човнів мала п'ять частин. Нижня частина складається з цілісного шматка видовбаної колоди. З боків було дві дошки, а дві дерев’яні частини у формі підкови утворювали ніс і корму. Їх «зшили» за допомогою дюбелів і кріплень. У них не було центральних кермів, натомість ними керували за допомогою весла з одного боку. Старовинною установкою було безщоглове трикутне вітрило з крабовими пазухами, яке мало два гіки, які можна було нахиляти до вітру. Вони були побудовані у конфігурації подвійного каное або мали один аутригер з навітряного боку. На островах Південно-Східної Азії вони перетворилися на подвійні аутригери з кожного боку, що забезпечувало більшу стабільність. Трикутні вітрила з крабовими кігтями також пізніше розвинулися в квадратні або прямокутні вітрила танджа, які, як і вітрила з крабовими кігтями, мали гіки, що охоплювали верхній і нижній краї. Стаціонарні щогли також розвинулися пізніше як у Південно-Східній Азії (зазвичай як двоногі або триногі щогли), так і в Океанії.
Ранні дослідники, такі як Гейне-Гелдерн (1932) і Хорнелл (1943), колись вважали, що катамарани еволюціонували з аутригерних човнів, але сучасні автори, які спеціалізуються на австронезійських культурах, як-от Доран (1981) і Махді (1988), тепер вважають, що це навпаки.
Два зв’язаних разом каное створені безпосередньо з мінімальних технологій плоту з двох зв’язаних разом колод. Згодом двокорпусне каное розвинулося в асиметричне двокорпусне каное, де один корпус менший за інший. Згодом менший корпус став прототипом аутригерів, поступившись місцем каное з одинарними аутригерами, яке в Океанії перетворилося на реверсивне каное з одноаутригерами. Нарешті, типи одинарних аутригерів розвинулися в каное з подвійними аутригерами (або тримарани).
Це також пояснює, чому старші австронезійці на островах Південно-Східної Азії, як правило, віддають перевагу човнам з подвійними аутригерами, оскільки це забезпечує стабільність човнів під час повороту галсом. Але у них все ще є невеликі регіони, де все ще використовуються катамарани та одноатригерні човни. На відміну від цього, більш віддалені популяції нащадків у Мікронезії, Полінезії, Мадагаскарі та Коморських островах зберегли типи човнів з подвійним корпусом і одинарними аутригерами, оскільки технологія подвійних аутригерів ніколи не дійшла до них (винятком є західна Меланезія). Щоб розв'язати проблему нестабільності човна, коли аутригери дивляться на підвітряний бік під час повороту оверштагом, вони натомість розробили техніку маневрування у вітрильному плаванні в поєднанні з реверсивними одинарними аутригерами.
Коли кораблі Магеллана вперше зіткнулися з Чаморро Маріанських островів у 1521 році, Антоніо Пігафетта записав, що вітрильники Чаморро значно перевершували вітрильники Магеллана у швидкості та маневреності. Подібним чином іспанський священник Франсіско Комбес, описуючи великі аутригерні військові кораблі каракоа Вісайських островів на Філіппінах, зазначив: 
|                                                                                     | «Ця турбота та увага, які керують їхнім будівництвом човнів, змушують їхні кораблі плисти, як птахи, тоді як наші в цьому відношенні схожі на свинець». |
| — Франциско Комбес, Historia de las islas de Mindanao, Iolo y sus adyacentes (1667) | |

Рибальські каное з аутригерами також використовуються серед певних неавстронезійських груп, таких як сингали на Шрі-Ланці, де вони відомі як орува (oruwa), а також серед деяких груп на Андаманських і Нікобарських островах. Їх також можна знайти на узбережжі суахілі в Східній Африці (наприклад, нгалава в Танзанії).
Запозичення технології виробництва катамаранів і човнів з аутригерами неавстронезійськими народами Шрі-Ланки та Південної Індії є результатом дуже ранніх контактів Австронезії з регіоном, включаючи Мальдіви та Лаккадівські острови. За приблизними підрахунками, це сталося приблизно з 1000 до 600 року до нашої ери й пізніше. Можливо, це включало обмежену колонізацію, яка згодом була асимільована. Це все ще помітно в мовах Шрі-Ланки та Південної Індії. Наприклад, тамільська paṭavu, телугзька paḍava та каннадська paḍahu, усі означають «корабель», усі походять від протогесперонезійського *padaw, «вітрильник», з австронезійськими спорідненими, такими як яванський perahu, кадазанське padau, марана padaw, себуанський paráw, самоанський фолау, гавайський халау та маорійський варау.
Технологія збереглася до сучасності. Аутригерні човни можуть бути досить великими рибальськими або транспортними суднами. На Філіппінах аутригерні човни (так звані bangka або paraw) часто оснащені бензиновими двигунами. Зв'язки між мореплавством і аутригерними човнами на Філіппінах поширюються на політичне життя, в якому найменша політична одиниця в країні досі називається «барангаями» на честь історичних балангаїв, які використовувалися під час початкових міграцій перших австронезійських народів через архіпелаг. і далі. Полінезійське мандрівне товариство має два двокорпусні вітрильні катамарани, Hokulea і Hawaiiloa, і плаває на них між різними островами в Тихому океані, використовуючи традиційні полінезійські методи навігації без інструментів. Hikianalia та Alingano Maisu є іншими двокорпусними мандрівними каное.

## Типи
Човни з подвійними аутригерами більш поширені в Південно-Східній Азії, хоча також існують одноаутригерні та катамарани. Вони мають два аутригерні поплавці, з’єднані з лонжеронами, прив’язаними до одного корпусу. Вони варіюються за розміром від невеликих судин, таких як jukung, vinta та paraw ; до торгових і рибальських суден середнього розміру, таких як балангай і басніган; до дуже великих військових кораблів, таких як Каракоа і Кора-кора. На філіппінських судах додаткові гіки, які називаються батанган, зазвичай додаються через лонжерони аутригерів (tadik), між поплавками аутригерів (katig) і основним корпусом (bangka). У сучасній термінології, особливо для відпочинку або спортивного плавання, судна з подвійними аутригерами зазвичай називаються тримаранам або потрійними корпусами.
Незвичайний тип конструкції човна з подвійними аутригерами, що зберігається в масштабних моделях у музеї Пітт-Ріверс, утворює трикутну форму. Передні кінці аутригерів прикріплені безпосередньо до корпусу, а задні кінці розведені назовні. Ці човни були невеликими й використовувалися виключно як пасажирські пороми на річці Пасіг на Філіппінах.
Катамарани та одноатригерні каное є традиційними конфігураціями в Полінезії, Мікронезії та Мадагаскарі. На островах Тихого океану одиночний поплавок аутригера називається ама. Він з'єднаний з основним корпусом лонжеронами, які називаються iako (гавайською), iato (таїтянською) або kiato (маорі). Ама, яка зазвичай монтується з лівого боку, забезпечує стабільність. Веслярі мають бути обережними, щоб не нахилятися занадто сильно на протилежний бік ами, оскільки це може призвести до перекидання каное. Конфігурації подвійних аутригерів, пізніша інновація австронезійців Південно-Східної Азії, ніколи не досягали Океанії.
У деяких частинах Філіппін донедавна збереглися одноатригерні каное-бліндажі. Приклади включають зразок в Саутгемптонському університеті з Манільської затоки, зібраний у 1940-х роках, а також човни з озер Булусан і озер Бухі в регіоні Бікол на півдні Лусона з нещодавнього 2015 року. Один аутригер використовується для забезпечення бічної стійкості, але водночас дозволяє рибалкам працювати з рибальськими сітями. Ці човни були на веслах і не оснащені вітрилами. У наш час вони здебільшого зникли, частково через дефіцит придатної деревини, а частково через відносну дешевизну склопластикових човнів.